# TT86
La tombe thébaine TT 86 est située à Cheikh Abd el-Gournah, dans la nécropole thébaine, sur la rive ouest du Nil, face à Louxor en Égypte.
C'est la sépulture de Menkhéperrêséneb, grand prêtre d'Amondurant le règne de Thoutmôsis III (XVIIIe dynastie).